# العلاقات الدنماركية الفنلندية
العلاقات الدنماركية الفنلندية هي العلاقات الثنائية التي تجمع بين الدنمارك وفنلندا.

## مقارنة بين البلدين
هذه مقارنة عامة ومرجعية للدولتين:
| وجه المقارنة                                              | الدنمارك                                                     | فنلندا                                                                               |
| --------------------------------------------------------- | ------------------------------------------------------------ | ------------------------------------------------------------------------------------ |
| المساحة (كم2)                                             | 42.92 ألف                                                    | 338.42 ألف                                                                           |
| عدد السكان (نسمة)                                         | 5.79 مليون                                                   | 5.52 مليون                                                                           |
| الكثافة السكانية (ن./كم²)                                 | 134.9                                                        | 16.31                                                                                |
| العاصمة                                                   | كوبنهاغن                                                     | هلسنكي                                                                               |
| اللغة الرسمية                                             | اللغة الدنماركية                                             | اللغة الفنلندية، اللغة السويدية                                                      |
| العملة                                                    | كرونة دنماركية                                               | يورو، ماركا فنلندية                                                                  |
| الناتج المحلي الإجمالي (بليون دولار)                      | 324.87 مليار                                                 | 251.88 مليار                                                                         |
| الناتج المحلي الإجمالي (تعادل القوة الشرائية) بليون دولار | 278.61 مليار                                                 | 231.84 مليار                                                                         |
| الناتج المحلي الإجمالي الاسمي للفرد دولار أمريكي          | 51.99 ألف                                                    | 42.31 ألف                                                                            |
| الناتج المحلي الإجمالي للفرد دولار أمريكي                 | 45.54 ألف                                                    | 40.68 ألف                                                                            |
| مؤشر التنمية البشرية                                      | 0.900                                                        | 0.883                                                                                |
| رمز المكالمات الدولي                                      | +45                                                          | +358                                                                                 |
| رمز الإنترنت                                              | .dk                                                          | .fi                                                                                  |
| المنطقة الزمنية                                           | توقيت وسط أوروبا، ت ع م+02:00، ت ع م+01:00، أوروبا/كوبنهاجن ‏ | ت ع م+02:00، ت ع م+03:00، أوروبا/هلسنكي ‏، توقيت شرق أوروبا، توقيت شرق أوروبا الصيفي ‏ |

## مدن متوأمة
في ما يلي قائمة باتفاقيات التوأمة بين مدن دنماركية وفنلندية:
- ترتبط Køge [الإنجليزية]‏ مع إسبو باتفاقية توأمة.
- ترتبط فريديريكا مع كوكولا باتفاقية توأمة.
- ترتبط هولستيبرو مع كاركيلا باتفاقية توأمة.
- ترتبط Guldborgsund Municipality [الإنجليزية]‏ مع إيسلمي باتفاقية توأمة منذ 2014.[15][16][15][16]
- ترتبط أودنسه مع تامبيري باتفاقية توأمة منذ 22 أبريل 1989.[17][17][17][17]
- ترتبط راندرس مع لاهتي باتفاقية توأمة.
- ترتبط فريكشهاون مع روفانييمي باتفاقية توأمة منذ 16 يونيو 1979.
- ترتبط Birkerød Municipality  [لغات أخرى]‏ مع جاكوبستاد باتفاقية توأمة.
- ترتبط كولدنغ مع لابينرنتا باتفاقية توأمة منذ 1997.[18][19][20][18]
- ترتبط كوبنهاغن مع هلسنكي باتفاقية توأمة.
- ترتبط كلاكسويك مع تامبيري باتفاقية توأمة.
- ترتبط Næstved [الإنجليزية]‏ مع راوما باتفاقية توأمة.
- ترتبط Frederikssund [الإنجليزية]‏ مع Sipoo [الإنجليزية]‏ باتفاقية توأمة.
- ترتبط سلاغيلس [الإنجليزية]‏ مع ماريهامن باتفاقية توأمة.
- ترتبط بلدية غلوستروب [الإنجليزية]‏ مع كوتكا باتفاقية توأمة منذ 1947.[21]
- ترتبط آلبورغ مع Liperi [الإنجليزية]‏ باتفاقية توأمة منذ 1979.[22][23][24][25]
- ترتبط Faaborg-Midtfyn Municipality [الإنجليزية]‏ مع Pieksämäki [الإنجليزية]‏ باتفاقية توأمة.
- ترتبط Kerteminde [الإنجليزية]‏ مع لمبالا باتفاقية توأمة.
- ترتبط هيليسينكور مع فآسا باتفاقية توأمة منذ 1992.[26][27]
- ترتبط Hjørring Municipality [الإنجليزية]‏ مع كيرافا باتفاقية توأمة.[28][29][30][31]
- ترتبط إيسبيرغ مع يوفاسكولا باتفاقية توأمة.
- ترتبط فايله مع ميكيلي باتفاقية توأمة منذ 1992.
- ترتبط Kolding Municipality [الإنجليزية]‏ مع لابينرنتا باتفاقية توأمة منذ 1979.[18][19][20][19]
- ترتبط آرهوس مع توركو باتفاقية توأمة منذ 1946.[32][32]
- ترتبط هورسينس مع نوكيا باتفاقية توأمة.[33]
- ترتبط Vejle Municipality [الإنجليزية]‏ مع ميكيلي باتفاقية توأمة.
- ترتبط Ebeltoft [الإنجليزية]‏ مع هولولا باتفاقية توأمة.
- ترتبط Odder [الإنجليزية]‏ مع سالو باتفاقية توأمة.
- ترتبط Aabybro [الإنجليزية]‏ مع Kuusankoski [الإنجليزية]‏ باتفاقية توأمة.
- ترتبط يورينغ مع كيرافا باتفاقية توأمة.
- ترتبط Silkeborg Municipality [الإنجليزية]‏ مع سافونلينا باتفاقية توأمة.
- ترتبط Sønderborg [الإنجليزية]‏ مع بوري باتفاقية توأمة منذ 1 يوليو 1994.[34]
- ترتبط Aalborg Municipality [الإنجليزية]‏ مع Liperi [الإنجليزية]‏ باتفاقية توأمة منذ 1986.[35][36][35][36]
- ترتبط Lyngby-Taarbæk Municipality [الإنجليزية]‏ مع فانتا باتفاقية توأمة.
- ترتبط Vordingborg [الإنجليزية]‏ مع هامينا باتفاقية توأمة.
- ترتبط هيليرود مع لوفيسا باتفاقية توأمة.

## منظمات دولية مشتركة
يشترك البلدان في عضوية مجموعة من المنظمات الدولية، منها:
| علم المنظمة | اسم المنظمة                               | تاريخ انضمام الدنمارك | تاريخ انضمام فنلندا |
| ----------- | ----------------------------------------- | --------------------- | ------------------- |
|             | وكالة الفضاء الأوروبية                    | ?                     | 1969                |
|             | بنك التنمية الآسيوي                       | 1966                  | 1966                |
|             | الاتحاد الأوروبي                          | 1973                  | 1995                |
|             | وكالة ضمان الاستثمار متعدد الأطراف        | 12 أبريل 1988         | 28 ديسمبر 1988      |
|             | منظمة التعاون الاقتصادي والتنمية          | ?                     | 1969                |
|             | الأمم المتحدة                             | 24 أكتوبر 1945        | 14 ديسمبر 1955      |
|             | الفريق المعني برصد الأرض                  | ?                     | ?                   |
|             | مركز تنسيق الحركة في أوروبا ‏              | ?                     | ?                   |
|             | منظمة حظر الأسلحة الكيميائية              | ?                     | ?                   |
|             | منظمة التجارة العالمية                    | 1995                  | 1995                |
|             | منظمة الشرطة الجنائية الدولية             | ?                     | ?                   |
|             | البنك الإفريقي للتنمية                    | ?                     | ?                   |
|             | مجلس دول بحر البلطيق                      | ?                     | 1992                |
|             | منظمة الأمن والتعاون في أوروبا            | 25 يونيو 1973         | 25 يونيو 1973       |
|             | مؤسسة التنمية الدولية                     | 30 نوفمبر 1960        | 29 ديسمبر 1960      |
|             | نظام تحكم تكنولوجيا القذائف               | 1990                  | 1991                |
|             | يونسكو                                    | 4 نوفمبر 1946         | 10 أكتوبر 1956      |
|             | المجلس الشمالي                            | ?                     | 1955                |
|             | مجلس أوروبا                               | ?                     | 5 مايو 1989         |
|             | الاتحاد البريدي العالمي                   | ?                     | ?                   |
|             | البنك الدولي للإنشاء والتعمير             | 30 نوفمبر 1960        | 14 يناير 1948       |
|             | المجلس القطبي                             | ?                     | 1996                |
|             | اتفاقية السماوات المفتوحة                 | ?                     | ?                   |
|             | المرصد الأوروبي الجنوبي                   | 1967                  | 2004                |
|             | الاتحاد الدولي للاتصالات                  | 1866                  | 1 سبتمبر 1920       |
|             | مؤسسة التمويل الدولية                     | 20 يوليو 1956         | 20 يوليو 1956       |
|             | المنظمة الأوروبية لسلامة الملاحة الجوية   | 1994                  | 2001                |
|             | المركز الدولي لتسوية المنازعات الاستشارية | 24 مايو 1968          | 8 فبراير 1969       |
|             | مجموعة أستراليا                           | 1985                  | 1991                |
|             | مجموعة الموردين النوويين                  | ?                     | ?                   |

## أعلام
هذه قائمة لبعض الشخصيات التي تربطها علاقات بالبلدين:
- بريان هامالاينين (لاعب كرة قدم دنماركي، 29 مايو 1989[45] – )
- جون مولر (صحفي فنلندي، 17 يناير 1919 – 24 أبريل 1993)
- شيرين خانكان (13 أكتوبر 1974 – )
- لين رانتالا (لاعبة كرة يد دنماركية، 10 أغسطس 1968 – )
- يون دال توماسون (لاعب كرة قدم دنماركي، 29 أغسطس 1976[46] – )

## وصلات خارجية
- موقع وزارة الخارجية الدنماركية
- موقع وزارة الخارجية الفنلندية